# La cara de l'enemic
"La cara de l'enemic" (títol original en anglès "Face of the Enemy") és el catorzè episodi de la sisena temporada de la sèrie de televisió de ciència-ficció estatunidenca Star Trek: La nova generació, i el 140è de tota la sèrie. Es va emetre originalment el 8 de febrer de 1993 en redifusió als Estats Units. Va ser escrit per Naren Shankar en base a una història de René Echevarria i dirigit per Gabrielle Beaumont.

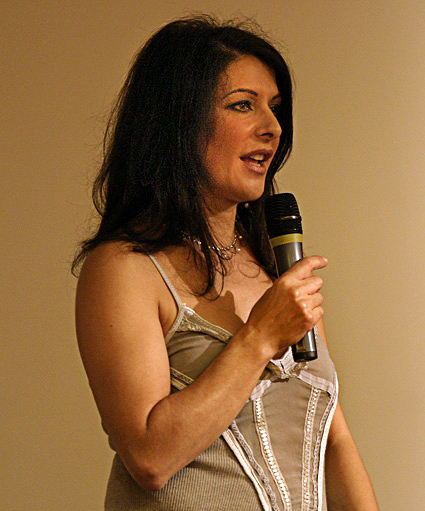
Marina Sirtis interpreta Deanna Troi, una oficial de la Flota Estel·lar mig betazoide que ha d'utilitzar les seves habilitats telepàtiques i enginy per sobreviure com a agent encoberta en una au de guerra romulana.

Ambientada al segle XXIV, la sèrie segueix les aventures de la tripulació de la nau de la Flota Estel·lar de la Federació Enterprise-D sota el comandament del capità Jean-Luc Picard. En aquest episodi, Troi és capturada i obligada a fer-se passar per una oficial d'intel·ligència romulana per ajudar diversos desertors romulans d'alt rang.

## Argument
Deanna Troi és segrestada i portada a bord de l'au de guerra romulana Khazara. Després de despertar-se, Troi es mira al mirall i s'horroritza en descobrir que s'ha sotmès a una cirurgia estètica per semblar romulana. El subcomandant N'Vek, el primer oficial del Khazara, explica en privat que no té cap intenció de fer-li mal, però que necessita que es faci passar per la major Rakal del Tal Shiar, el servei d'intel·ligència i la policia secreta romulans. N'Vek té una càrrega secreta destinada a la Federació i necessita que Troi faci el seu paper per convèncer la comandant del "Khazara", Toreth (que no coneix el pla de N'Vek) perquè hi obeeixi. Troi, com a Rakal, aconsegueix convèncer Toreth perquè es dirigeixi a una trobada planificada al sector Kaleb sota l'amenaça d'intenses tècniques d'interrogatori.
A bord de l'"Enterprise", la tripulació porta a bord Stefan DeSeve, un humà que havia servit com a alferes a la Flota Estel·lar abans de desertar als romulans. Ara ha tornat amb un missatge de l'ambaixador Spock. El capità Picard, desconfiat dels motius del seu presoner, considera el missatge de Spock sobre una reunió al sector Kaleb que seria prudent per a l'interès de la Federació i hi dirigeix la nau cap allà.
Mentre el "Khazara" està en camí, N'Vek mostra a Troi la càrrega secreta: el viceprocònsol M'Ret i dos dels seus ajudants, mantinguts en estasi. Volen desertar a la Federació, i la seva presència allà ajudaria a més dissidents romulans a fugir de l'Imperi. El pla és transportar les cambres d'estasi a una nau de càrrega de Corvallen al punt de trobada, que posteriorment les lliurarà a l'espai de la Federació. Quan el "Khazara" es troba amb la nau de càrrega, Troi sospita que el seu capità no és de confiança i N'Vek dispara contra ella, destruint-la. Afirma que va rebre una ordre del major Rakal. Troi explica més tard a Toreth que va reconèixer el capità de la nau de càrrega com un espia conegut de la Federació. N'Vek, en privat, explica a Troi que la seva única altra opció és viatjar a Draken IV, un punt d'entrada per a la Federació, on Troi pot utilitzar els seus codis de la Flota Estel·lar per permetre que la nau entri sense ser detectada. Troi dóna aquesta ordre a Toreth, que hi accedeix de mala gana. Tanmateix, la seva conversa s'interromp amb l'arribada de l'«Enterprise».
L'«Enterprise» arriba a l'hora i les coordenades designades, però no troba rastre del vaixell de càrrega. Comencen una cerca, i aviat troben les restes del vaixell. A mesura que l'«Enterprise» s'acosta, Toreth ho pren com un signe de la sinceritat de Troi. Troi vol mantenir la posició, però el comandant assenyala que amb les restes a prop, seran detectats, i fa que la nau s'allunyi una mica mentre l'«Enterprise» continua buscant. Troi està preocupada que l'«Enterprise» no pugui seguir-los, i fa que N'Vek creï un rastre de la nau camuflada.
Toreth s'assabenta que l'«Enterprise» els segueix i sospita que han estat detectats. Ordena un curs de col·lisió per a la nau per tal de provar la seva reacció. Quan l'«Enterprise» es mou per evitar la col·lisió, Toreth ordena a la nau que es desclogui i ataqui. Troi intervé com a Rakal i pren el comandament de Toreth, després ordena a la nau que es desclogui i saluda l'"Enterprise", oferint-se a discutir l'assumpte. La tripulació de l'"Enterprise", tot i que reconeix a Troi, fingeix ignorància i treu els seus escuts. N'Vek dispara a l'"Enterprise" amb armes de baixa potència, semblant que danyen la nau però en realitat com a mitjà per emmascarar el transport de les cambres d'estasi a l'"Enterprise". Toreth, adonant-se que està sent enganyada, executa N'Vek i reprèn el control del "Khazara". Abans que els romulans puguin marxar amb Troi com a presonera, Troi és transportada sana i estalvia a l'"Enterprise". A la infermeria, la cirurgia estètica de Troi es reverteix, i ella contempla el valor dels esforços de N'Vek per ajudar la Federació.

## Repartiment i doblatge al català
La sèrie va ser doblada al català pels estudis Tramontana (primera part) i Soundtrack (segona part) i emesa a TV3 l’any 1991. Els dobladors de l'episodi foren:
| Personatge            | Actor/actriu    | Veu en català        |
| --------------------- | --------------- | -------------------- |
| Jean-Luc Picard       | Patrick Stewart | Joan Crosas          |
| William Riker         | Jonathan Frakes | Antoni Forteza       |
| Data                  | Brent Spinner   | Joaquim Sota         |
| Geordi La Forge       | LeVar Burton    | Aleix Estadella      |
| Worf                  | Michael Dorn    | Enric Arquimbau      |
| Beverly Crusher       | Gates McFadden  | Aurora Garcia        |
| Deanna Troi           | Marina Sirtis   | Alicia Laorden       |
| Subcomandant N'Vek    | Scott MacDonald | Santi Lorenz         |
| Comandant Toreth      | Carolyn Seymour | Maria Jesús Lleonart |
| Alferes Stefan DeSeve | Barry Lynch     | Francesc Figuerola   |
| Navegant Palteth      | Robertson Dean  | Jordi Vilaseca       |
| Alferes McKnight      | Pamela Winslow  | Maria Josep Guasch   |

## Producció
Robert Hewitt Wolfe havia proposat anteriorment una història en què Q Picard, Data i Troi són transportats a una nau espacial romulana, on la tripulació els percep com a romulans, però es veuen a si mateixos en la seva forma normal. Tanmateix, aquesta idea va ser rebutjada perquè la seva implementació recordava massa el concepte de la sèrie El salt (Quantum Leap). Parts de la història de Wolfe es van combinar finalment amb una altra idea de René Echevarria i es van desenvolupar en un guió acabat de Naren Shankar.
Es van debatre diverses idees i després es van rebutjar o modificar. Es va pensar originalment en la Dra. Crusher, però finalment fou escollida Troi perquè semblava la millor opció per les seves habilitats empàtiques. Inicialment, el comandant Toreth havia de ser un home, però Shankar el va convertir en un personatge femení. Durant un curt període, es va considerar si el mateix Spock havia de ser el desertor. Aleshores hauria d'haver resultat que un romulà havia pres el seu lloc amb poca antelació, ja que Spock va ser assassinat. Tanmateix, el productor creador Michael Piller va rebutjar aquesta idea, ja que considerava que un personatge tan important com Spock no podia ser assassinat fora de la pantalla.

## Recepció
Jamahl Epsicokhan va escriure en una anàlisi per a Jammer's Reviews: "L'episodi culmina amb alguns jocs tàctics del gat i la rata entre l'au de guerra camuflat, l'"Enterprise", i la Troi d'incògnit, que fa tot el possible per ajudar a transportar els dissidents a l'"Enterprise". Està ben fet, però no és fascinant. També he d'assenyalar que Marina Sirtis, amb la seva bona actitud, no és gaire convincent quan alça la veu amb autoritat. Però "La cara de l'enemic" pren una bona premissa d'alt concepte i l'aprofita pel que val la pena i més."
El 2012, Keith DeCandido de Tor.com va donar a l'episodi una puntuació de vuit sobre deu, escrivint: "El que admiro especialment d'aquest episodi és la manera com el conflicte intern de DeSeve reflecteix el de l'episodi. Es refereix a una certesa moral que li atreia de jove, però a mesura que es feia gran es va adonar que era molt més complicat que això."
El 2017, Business Insider va classificar aquest episodi com un dels episodis més infravalorats de la franquícia Star Trek.
El 2020, Tom's Guide va enumerar alguns dels millors moments de la consellera dEnterprise D Deanna Troi.
El 2020, The Digital Fix va dir que aquest era el desè millor episodi de Star Trek: La nova generació.
El 2020, Brian Silliman, que escrivia per a SyFy, va ser molt positiu sobre la seva actuació en aquest episodi, i va assenyalar que aquest va ser un episodi que va posar Deanna Troi en el punt de mira i va ser un episodi excel·lent.

## Llançaments
L'episodi es va publicar com a part de la caixa de la sisena temporada de Star Trek: La nova generació en DVD als Estats Units el 3 de desembre de 2002.  Es va publicar una versió remasteritzada en HD en Blu-ray òptic disc, el 24 de juny de 2014.